# Онживије
Онживије (фр. Angivillers) насеље је и општина у североисточној Француској у региону Пикардија, у департману Оаза која припада префектури Клермон.
По подацима из 2011. године у општини је живело 179 становника, а густина насељености је износила 28,55 становника/km². Општина се простире на површини од 6,27 km². Налази се на средњој надморској висини од 118 метара (максималној 151 m, а минималној 99 m).

## Демографија
| 1962. | 1968. | 1975. | 1982. | 1990. | 1999. | 2011. |
| ----- | ----- | ----- | ----- | ----- | ----- | ----- |
| 177   | 178   | 156   | 159   | 181   | 200   | 179   |

График промене броја становника у току последњих година